# غريغ كورتيس
غريغ كورتيس (بالإنجليزية: Greg Curtis)‏ هو سياسي أمريكي، ولد في 18 أكتوبر 1960. انتخب عضو مجلس نواب ولاية يوتا.